# Camitia
Camitia is een geslacht van weekdieren uit de klasse van de Gastropoda (slakken).

## Soort
- Camitia rotellina (Gould, 1849)